# ألكساندرا بارك
ألكساندرا بارك (بالإنجليزية: Alexandra Park) هي ممثلة أسترالية، ولدت في 14 مايو 1989 بسيدني في أستراليا.

## وصلات خارجية
- ألكساندرا بارك على موقع IMDb (الإنجليزية)
- ألكساندرا بارك على موقع ألو سيني (الفرنسية)
- ألكساندرا بارك على موقع قاعدة بيانات الفيلم (الإنجليزية)
- ألكساندرا بارك على موقع كينوبويسك (الروسية)